# Мамерк (тиран)
Мамерк (др.-греч. Μάμερκος; погиб в 338 году до н. э.) — древнегреческий политический деятель и военачальник, тиран сицилийского полиса Катания. Совместно с коринфским стратегом Тимолеонтом разгромил карфагенян и тирана Леонтин Гикета, но потом заключил с бывшими врагами союз против Тимолеонта. Мамерк потерпел поражение, попал в плен и был казнён по приговору, вынесенному судом в Сиракузах.

## Биография

### Происхождение и приход к власти

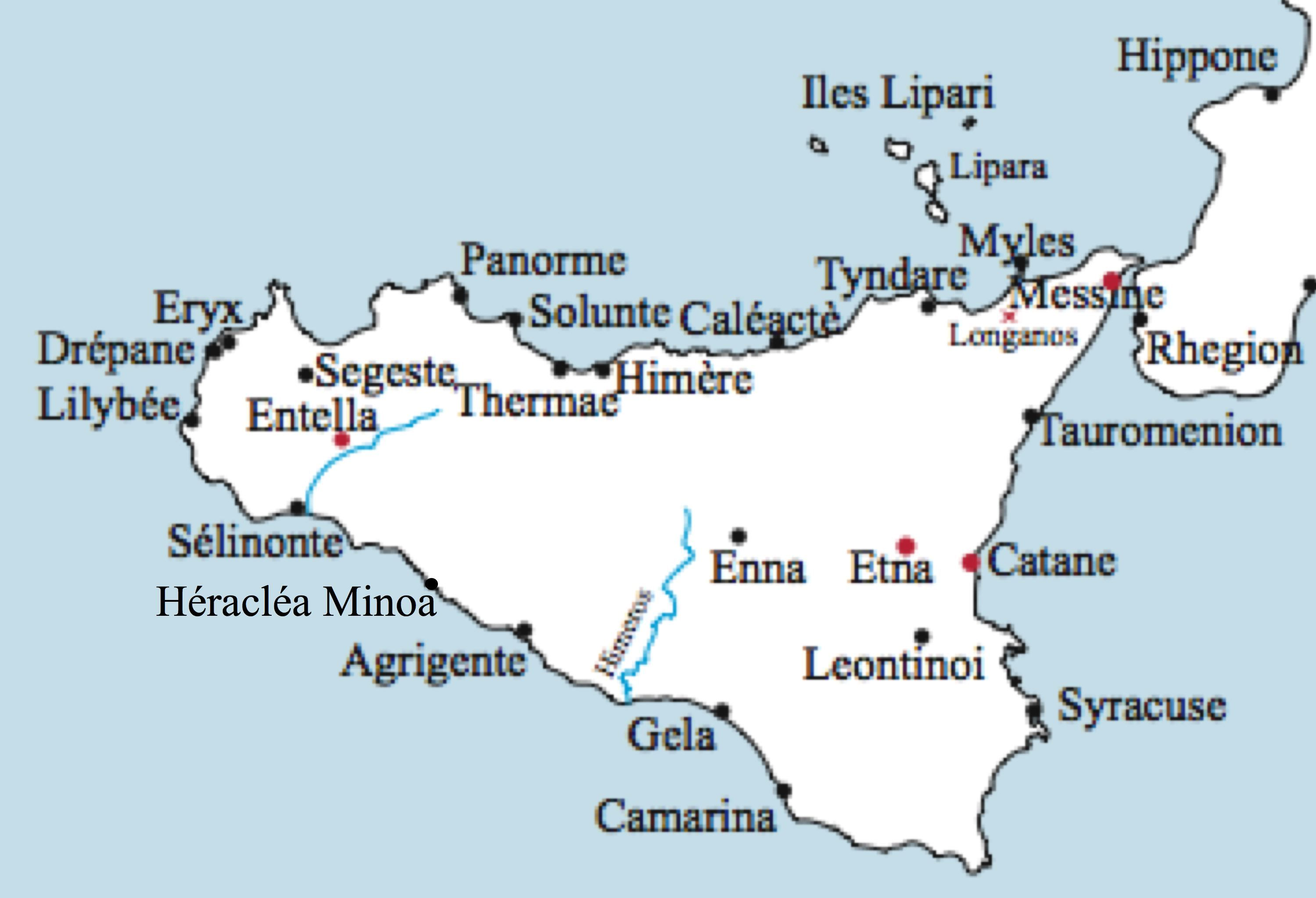
Карта городов Сицилии периода Античности

Римский историк I века до н. э. Корнелий Непот называет Мамерка «италийским полководцем», «могущественным и воинственным мужем», который прибыл на Сицилию, чтобы помочь местным тиранам. Другой информации о происхождении и возвышении Мамерка в сохранившихся источниках нет. Исследователи полагают, что он был либо оском, либо этруском, воспитанным в рамках эллинской культуры: Мамерк даже писал стихи и трагедии на греческом языке. Возглавляя один из отрядов кампанских наёмников, он смог до 344 года до н. э. захватить власть в городе Катания на восточном побережье Сицилии. Плутарх называет этого тирана «человеком воинственным, богатым и могущественным», одновременно подчёркивая его чванство и высокомерие.

### В союзе с Тимолеонтом
Античные источники упоминают Мамерка только в связи с действиями на Сицилии коринфского стратега Тимолеонта, приглашённого на остров для борьбы с тираном Сиракуз Дионисием Младшим. В 344 году до н. э. Тимолеонт с войском высадился в Тавромении и разбил при Адраноне Гикета — тирана Леонтин и узурпатора власти в Сиракузах. Мамерк перешёл на сторону Тимолеонта; в том числе благодаря этому союзу коринфский стратег смог разбить Гикета и карфагенян при осаде Сиракуз. Когда бои за этот город ещё не были закончены, Гикет и карфагенский полководец Магон решили занять Катанию. Однако подчинённые Тимолеонта, заметившие отход части войск противника и отсутствие должной дисциплины в его лагере, предприняли неожиданную вылазку и смогли завладеть некоторыми укреплёнными позициями врага. Магон и Гикет узнали об этом, ещё не достигнув Катании, и были вынуждены повернуть свои войска назад.
Войска Мамерка помогли Тимолеонту окончательно разбить Гикета под Сиракузами и карфагенян при Кримиссе. Последней своей победой Тимолеонт явно был обязан сицилийским тиранам, в том числе Мамерку.

### Против Тимолеонта. Гибель
Блестящие военные успехи позволили Тимолеонту начать выполнение своего плана об устранении на Сицилии всех тираний. Перед этой угрозой Мамерк заключил союз с Гикетом, а также с Карфагеном, который обещал тиранам не только сохранение власти, но и расширение владений. Союзникам удалось одержать ряд побед. Они перебили четыреста солдат, посланных Тимолеонтом к Мессане, и отряд наёмников в области Иеты. Плутарх сообщает, что после победы Мамерк распорядился принести щиты погибших солдат противника в жертву богам, сочинив эпиграмму: «Жалким прикрывшись щитком, щитов мы добыли немало: / Злато на них и янтарь, пурпур, слоновая кость».
Вскоре Тимолеонт разбил Гикета и двинулся на Катанию. В битве у реки Абол в 338 году до н. э. армия Мамерка, усиленная карфагенским отрядом, потерпела поражение. После этого карфагеняне заключили мир с Тимолеонтом, а Мамерк отплыл в Италию, надеясь получить поддержку у луканов. Однако его моряки взбунтовались, и корабли вернулись на Сицилию. Катания сдалась Тимолеонту. Мамерк бежал в Мессану, где правил тиран Гиппон, но и этот город был осаждён Тимолеонтом. Мамерк сдался с условием, что предстанет перед судом сиракузян; его доставили в Сиракузы, но во время речи перед Народным собранием обвиняемый понял, что народ настроен против него. Тогда он решил покончить с собой: по словам Плутарха, Мамерк «сбросил с плеч гиматий, промчался через весь театр и с разбега ударился головой о какое-то каменное сидение». Однако тиран не умер. Его тут же увели и распяли на кресте.

## Интеллектуальные занятия
По данным Плутарха, Мамерк был литератором — писал стихи и трагедии, причём очень этим гордился. Из всего им написанного сохранилось только посвятительное двустишие, которое Плутарх привёл в биографии Тимолеонта как пример тщеславия сицилийских тиранов. В XIX веке это стихотворение было включено в приложение к антологии греческих эпиграмм. Возможно, в своей литературной деятельности Мамерк брал пример с тирана Сиракуз Дионисия Старшего, который тоже был драматургом-любителем.